# Sewero-Jenisseiski
Sewero-Jenisseiski (russisch Се́веро-Енисе́йский) ist eine Siedlung städtischen Typs in der Region Krasnojarsk in Russland mit 6950 Einwohnern (Stand 14. Oktober 2010).

## Geographie
Der Ort liegt knapp 500 km Luftlinie nördlich des Regionsverwaltungszentrums Krasnojarsk im Bereich des Jenisseirückens (Jenisseiski krjasch), eines Mittelgebirges im südwestlichen Teil des Mittelsibirischen Berglandes. Er befindet sich am Oberlauf des Flüsschens Besymjanka, das über Ogne, Jenaschimo und Teja zum Welmo abfließt, einem linken Nebenfluss der Steinigen Tunguska.
Sewero-Jenisseiski ist Verwaltungszentrum des Rajons Sewero-Jenisseiski. Die Siedlung ist gemeindefrei, da es die entsprechende Verwaltungsebene (Stadtgemeinde/gorodskoje posselenije) in diesem Rajon nicht gibt und alle Ortschaften (neben Sewero-Jenisseiski noch elf weitere) direkt der Rajonverwaltung unterstellt sind.

## Geschichte
Der Ort entstand als Siedlung beim Awenirowski-Goldbergwerk, das 1906 von Awenir Wlassow gegründet worden war. Nach der Nationalisierung 1919 erhielt das Bergwerk 1922 den Namen Sowetski rudnik („Sowjet-Bergwerk“); die Kurzform Sowrudnik wurde am 16. Dezember 1922 offizieller Ortsname. Am 23. Januar 1928 erhielt der Ort unter der heutigen Bezeichnung (etwa „Nord-Jenissei-Siedlung“) den Status einer Siedlung städtischen Typs (die „Süd-Jenissei-Siedlung“ Juschno-Jenisseiski oder heute Juschno-Jenisseisk liegt etwa 200 km südlich). Am 1. April 1932 wurde Sewero-Jenisseiski Verwaltungssitz eines nach ihm benannten Rajons.

### Bevölkerungsentwicklung
| Jahr | Einwohner |
| ---- | --------- |
| 1939 | 6.415     |
| 1959 | 6.173     |
| 1970 | 6.146     |
| 1979 | 6.650     |
| 1989 | 10.143    |
| 2002 | 6.668     |
| 2010 | 6.950     |

Anmerkung: Volkszählungsdaten

## Verkehr
Sewero-Jenisseiski ist nördlicher Endpunkt der knapp 300 km langen Regionalstraße 04K-053, die in Jepischino am rechten Ufer des Jenissei gegenüber Jenisseisk beginnt. Dort besteht Anschluss an die Straße in das nahe Lessosibirsk, wo sich die nächstgelegene Bahnstation befindet, und weiter nach Krasnojarsk.
Südwestlich der Siedlung befindet sich der Flughafen Sewero-Jenisseiski (ICAO-Code UNIS) mit regelmäßiger Verbindung ins Regionszentrum.